# Министарство унутрашњих послова Руске Федерације
Министарство унутрашњих послова Руске Федерације (рус. Министерство внутренних дел Российской Федерации, МВД РФ) федерално је министарство које врши овлашћења државне управе у области заштите права и слобода човјека и очувања правног поретка и јавне безбједности.

## Структура
Главне управе и департмани у саставу Министарства унутрашњих послова су:
- Главна управа ванинституционалног обезбјеђења;
- Главна управа за безбједност путног саобраћаја;
- Главна управа за очување јавног поретка и координацију сарадње са органима извршне власти субјеката Руске Федерације;
- Главна управа за борбу против екстремизма;
- Главна управа сопствене безбједности;
- Главна управа за саобраћај;
- Главна управа кривичне истраге;
- Главна управа економске безбједности и за борбу против корупције;
- Истражни департман;
- Департман државне службе и кадра;
- Департман књиговодства и рада са жалбама грађана и организација;
- Департман информационих технологија, везе и заштите информација;
- Департман за материјално-техничко и медицинско снабдјевање;
- Департман за финансијско-економску политику и обезбјеђење социјалних гаранција;
- Уговорно-правни департман;
- Организационо-аналитички департман.

До априла 2016. године у саставу Министарства унутрашњих послова налазила се Главна команда унутрашњих трупа (рус. Главное командование внутренних войск). Преобразована је у самосталну Федералну службу трупа националне гарде („Росгвардију”).